# Ítaca
Ítaca (grec Ιθάκη, Itháki, llatí Ithaca) és una illa de Grècia, a l'est de Cefalònia a les illes Jòniques, famosa perquè és l'illa en la qual es desenvolupen una part del fets narrats als poemes d'Homer a l'Odissea: hi va néixer Acamènides i Odisseu, l'heroi mitològic, i hi va contraure matrimoni amb Penèlope. Formava part de la prefectura de Cefalònia, però a partir de l'1 de gener de 2011 aquesta prefectura es va dividir en dues unitats perifèriques segons el programa Cal·lícrates: la unitat perifèrica d'Ítaca i la de Cefalònia.

## Geografia
Té una longitud de 25 km entre els caps Hàgios Nicolaos, Exoge i Melissa (al nord-est, nord-oest i nord) i el cap Hàgios Ioannis i Hàgios Andrea (al sud-est i sud-oest) i uns 6 o 7 km d'amplada i la seva superfície és de 110 km². La població és d'uns 3.200 habitants.
A la part oriental de l'illa té el golf de Molo o Molous que quasi la divideix en dues parts unides per un istme al qual hi ha les ruïnes d'Aetos (Aëtós en grec, que significa àguila), conegut com a Castell d'Ulisses. La muntanya principal és l'Anoge o Anoghi, a la part nord, probablement el Neriton d'Homer i el Neritos de Virgili, al peu de la qual hi ha la vila d'Anoghi. La capital és Vathí (probablement l'antiga Crocyleia).
L'antiga capital era Aetos i més tard el port de Polis, al nord-oest. A la ciutat d'Exoge hi ha unes construccions del període clàssic que els habitants anomenen l'Escola d'Homer. La font d'Arethusa, esmentada per Homer, és identificada amb una font del sud-est de l'illa anomenada Korax. El rierol de Dexia o el de Skhinos, representen probablement l'homeric port de Phorcys al sud del golf de Molo. En aquest golf la cova del puig Stephanos o Merovgli és probablement la cova de les Nimfes (Marmarospilia) on els fenicis van deixar Ulisses, i es troba a uns 3 km al nord-oest de Vathí. No lluny d'aquesta ciutat, a Perahori (al sud), hi ha el monestir dels Arcàngels, i més al nord, a 600 metres d'altitud, el monestir de Kathara des on es veuen les muntanyes d'Acarnània. A la costa nord-occidental hi ha el llogaret de Stavros a la badia de Polis i la cova de Loizos on s'han fet troballes del tercer mil·lenni. Un quilòmetre al nord es troba Pilikata, i al nord la badia Afales, a l'est de la qual hi ha la badia de Frikes amb els llogaret de Frikes i tot seguit el de Kioni (costa nord-est).

## Història

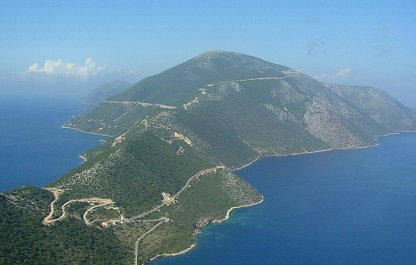
El nord d'Ítaca des del Mont Aetos

La llegenda fa derivar el seu nom de l'heroi epònim Ítac. Fou habitada al quart mil·lenni aC segons uns gravats trobats a Pilikata; unes altres troballes en aquest lloc i la Cova de Loizos es poden datar entre el 3000 i el 2000 aC. Vers l'any 1000 aC el regne d'Ítaca dominava les altres illes jòniques i la costa d'Acarnània. L'exhauriment del sol va provocar la seva decadència i es va despoblar sobretot el sud. El 180 aC fou inclosa a la província romana d'Il·líria

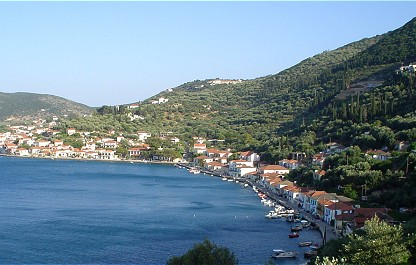
Vathí, la capital d'Ítaca.

Sota el domini bizantí s'hi va construir un port conegut com a Polis o Jerusalem que va quedar cobert de sorra després d'un terratrèmol el 967. El 1086 es van presentar els primers pirates normands; els normands van conquistar l'illa el 1185 i va passar en feu a la família Orsini i després als Tocco. Ítaca va seguir, per tant, les vicissituds de la veïna Cefalònia.
El 1479 fou saquejada pels otomans. Els danys foren molt importants i bona part de la població va ser capturada i se'ls van emportar com a esclaus. Dels que van quedar molts van emigrar. El 1504 estava pràcticament despoblada i fou necessari que els venecians concediren privilegis (exempció de taxes i concessió de terres) als que la volgueren poblar perquè el nombre d'habitants es recuperés. El 1569 es va construir la primera fortalesa. Els governadors venecians no foren en general uns bons governants, però tot i així va prosperar lentament. El 1648 s'hi va sentir un fort terratrèmol que va provocar força danys. Un nou terratrèmol es va produir el 1766.
El 1797 l'illa fou ocupada pels francesos (els havien estats cedides pel tractat de Campo Formio el 17 d'octubre de 1797, i el 7 de novembre de 1797 es va crear el departament d'Ítaca. El 25 d'octubre de 1798 fou ocupada pels russos i el 2 d'abril del 1800 va quedar integrada en el protectorat rus-otomà de la República de les Set Illes, fins que van retornar els francesos el 20 de juliol de 1807 i a final d'octubre del 1809 Ítaca fou ocupada pels anglesos i va formar (5 de novembre de 1815) un dels estats insulars dins dels Estats Units de les Illes Jòniques sota protectorat britànic.
La flota comercial de l'illa va lluitar al costat dels rebels grecs des del 1821 i es va oferir refugi als grecs. El partit radical de T. Paizis, partidari de la unió a Grècia, va assolir l'objectiu l'1 de juny del 1864. El 1876 es va produir un nou terratrèmol que es va repetir el 1912 i el 1918. El més devastador fou el del 1953.